# Kim Moon-soo
 Der er for få eller ingen kildehenvisninger i denne artikel, hvilket er et problem. Du kan hjælpe ved at angive troværdige kilder til de påstande, som fremføres i artiklen.

Kim Moon-soo (født 29. december 1963), er en sydkoreansk badmintonspiller som deltog i de olympiske lege 1992 i Barcelona og 1996 i Atlanta.
Kim blev olympisk mester i badminton under Sommer-OL 1992 i Barcelona. Sammen med Park Joo-bong vandt han doubleturneringen for mænd.  I finalen besejrede de Eddy Hartono / Rudy Gunawan fra Indonesien.